# Fenrother
Fenrother – przysiółek w Anglii, w Northumberland, w dystrykcie (unitary authority) Northumberland, w civil parish Tritlington and West Chevington. Leży 21,7 km od miasta Alnwick, 28,5 km od miasta Newcastle upon Tyne i 426,8 km od Londynu. W 1951 roku civil parish liczyła 52 mieszkańców.